# Shabazz Muhammad
Shabazz Nagee Muhammad (Long Beach, 13 novembre 1992) è un cestista statunitense, professionista nella NBA.
È il fratello della tennista Asia Muhammad.

## Carriera

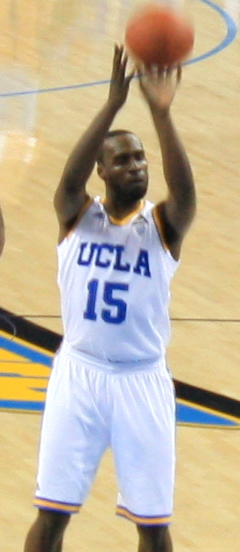
Muhammad al tiro con la divisa di UCLA

Al college ha giocato per UCLA. Gioca prevalentemente da guardia tiratrice, ma è sceso in campo anche come ala piccola; venne selezionato alla 14ª scelta assoluta dagli Utah Jazz al Draft NBA 2013, che poi il giorno stesso lo cedettero ai Minnesota Timberwolves, ed esordì con loro nella NBA il 1º novembre 2013 dello stesso anno nella vittoria interna per 100-81 contro gli Oklahoma City Thunder. Termina dopo cinque anni la sua avventura con i Timberwolves, dopo il taglio del 28 febbraio 2018.

## Statistiche

### College
| Anno      | Squadra     | PG | PT | MP   | TC%  | 3P%  | TL%  | RP  | AP  | PRP | SP  | PP   |
| --------- | ----------- | -- | -- | ---- | ---- | ---- | ---- | --- | --- | --- | --- | ---- |
| 2012-2013 | UCLA Bruins | 32 | 30 | 30,8 | 44,3 | 37,7 | 71,1 | 5,2 | 0,8 | 0,7 | 0,1 | 17,9 |
| Carriera  | Carriera    | 32 | 30 | 30,8 | 44,3 | 37,7 | 71,1 | 5,2 | 0,8 | 0,7 | 0,1 | 17,9 |

### NBA

#### Regular Season
| Anno      | Squadra            | PG  | PT | MP   | TC%  | 3P%  | TL%  | RP  | AP  | PRP | SP  | PP   |
| --------- | ------------------ | --- | -- | ---- | ---- | ---- | ---- | --- | --- | --- | --- | ---- |
| 2013-2014 | Minnesota T'wolves | 37  | 0  | 7,8  | 46,0 | 27,3 | 65,0 | 1,4 | 0,2 | 0,2 | 0,0 | 3,9  |
| 2014-2015 | Minnesota T'wolves | 38  | 13 | 22,8 | 48,9 | 39,2 | 71,7 | 4,1 | 1,2 | 0,5 | 0,2 | 13,5 |
| 2015-2016 | Minnesota T'wolves | 82  | 0  | 20,5 | 46,5 | 28,9 | 76,4 | 3,3 | 0,6 | 0,3 | 0,1 | 10,5 |
| 2016-2017 | Minnesota T'wolves | 78  | 1  | 19,4 | 48,2 | 33,8 | 77,4 | 2,8 | 0,4 | 0,3 | 0,1 | 9,9  |
| 2017-2018 | Minnesota T'wolves | 32  | 2  | 9,4  | 38,8 | 21,1 | 71,0 | 1,4 | 0,2 | 0,2 | 0,1 | 3,8  |
| 2017-2018 | Milwaukee Bucks    | 11  | 0  | 10,6 | 55,2 | 37,5 | 89,5 | 2,8 | 0,6 | 0,4 | 0,1 | 8,5  |
| Carriera  | Carriera           | 278 | 16 | 17,2 | 47,3 | 31,9 | 75,1 | 2,8 | 0,5 | 0,3 | 0,1 | 9,0  |

#### Playoffs
| Anno     | Squadra         | PG | PT | MP  | TC%  | 3P%  | TL%  | RP  | AP  | PRP | SP  | PP  |
| -------- | --------------- | -- | -- | --- | ---- | ---- | ---- | --- | --- | --- | --- | --- |
| 2018     | Milwaukee Bucks | 4  | 0  | 7,3 | 45,0 | 80,0 | 60,0 | 1,0 | 0,0 | 0,5 | 0,3 | 6,3 |
| Carriera | Carriera        | 4  | 0  | 7,3 | 45,0 | 80,0 | 60,0 | 1,0 | 0,0 | 0,5 | 0,3 | 6,3 |

## Palmarès
- Nevada Gatorade Player of the Year (2011)
- SLAM Magazine High School Diary Keeper (2012)
- Morgan Wootten Player of the Year Award winner (2012)
- McDonald's All-American Game (2012)
- Powerade Slam Dunk Contest winner (2012)
- McDonald's All-American Game MVP (2012)
- Jordan Brand Classic High School All-American team selection (2012)
- Naismith Prep Player of the Year (2012)
- Mr. Basketball USA (2012)